# Domingos Lampariello
Domingos Neto Lampariello, noto anche come Domingos Maracanã (San Paolo, 7 marzo 1961), è un allenatore di pallavolo, ex pallavolista ed ex giocatore di beach volley brasiliano.
Giocava nel ruolo di schiacciatore; è il padre del pallavolista Davidson Lampariello.

## Carriera

### Giocatore
Inizia la carriera molto giovane nel Pinheiros, trasferendosi poi nel Guarulhos, nel Clube Internacional de Regatas e finendo alla fine al Santos.
Nel 1982 si trasferisce nel Pirelli, giocando con suoi compagni di nazionale, con cui vince il campionato brasiliano, quattro campionato paulisti e quattro campionati sudamericani. Nel 1987 passa al Banespa, altra grande squadra del paese.
Nella stagione 1989-90 fa la sua prima esperienza all'estero, venendo ingaggiato dalla Marconi Volley. L'anno successivo ritorna in Brasile, nel Telesp Clube. Ritorna in Italia nel 1991, giocando per la Gabbiano Mantova.
Dopo una pausa per dedicarsi al Beach volley, ritorna nel 1995 per un campionato paulista nella Portuguesa. Dopo questa esperienza si ritira dal volley giocato.
Con la nazionale brasiliana fa parte della Geração de Prata che vinse la medaglia d'argento alle olimpiadi di Montréal. Vince anche diversi campionati sudamericani, la medaglia d'oro ai Giochi Panamericani e due Mundialito.

### Allenatore
Mentre gioca nell'ultimo anno nella Portuguesa, fa saltuariamente anche il primo allenatore. Successivamente diventa vice per un paio di stagioni.
Dopo aver fatto il primo allenatore del Palmeiras si dedica a progetti sociali e diventa un commentatore televisivo.

## Palmarès

### Giocatore

#### Club
- Campionato brasiliano: 1

1983
- Campionato Paulista: 4

1984, 1985, 1986, 1987
- Campionato sudamericano per club: 4

1982, 1983, 1986, 1987

### Nazionale (competizioni minori)
- Mundialito 1982
- Giochi panamericani 1983
- Mundialito 1983
- Giochi panamericani 1987